# St. Blasius (Zeubelried)

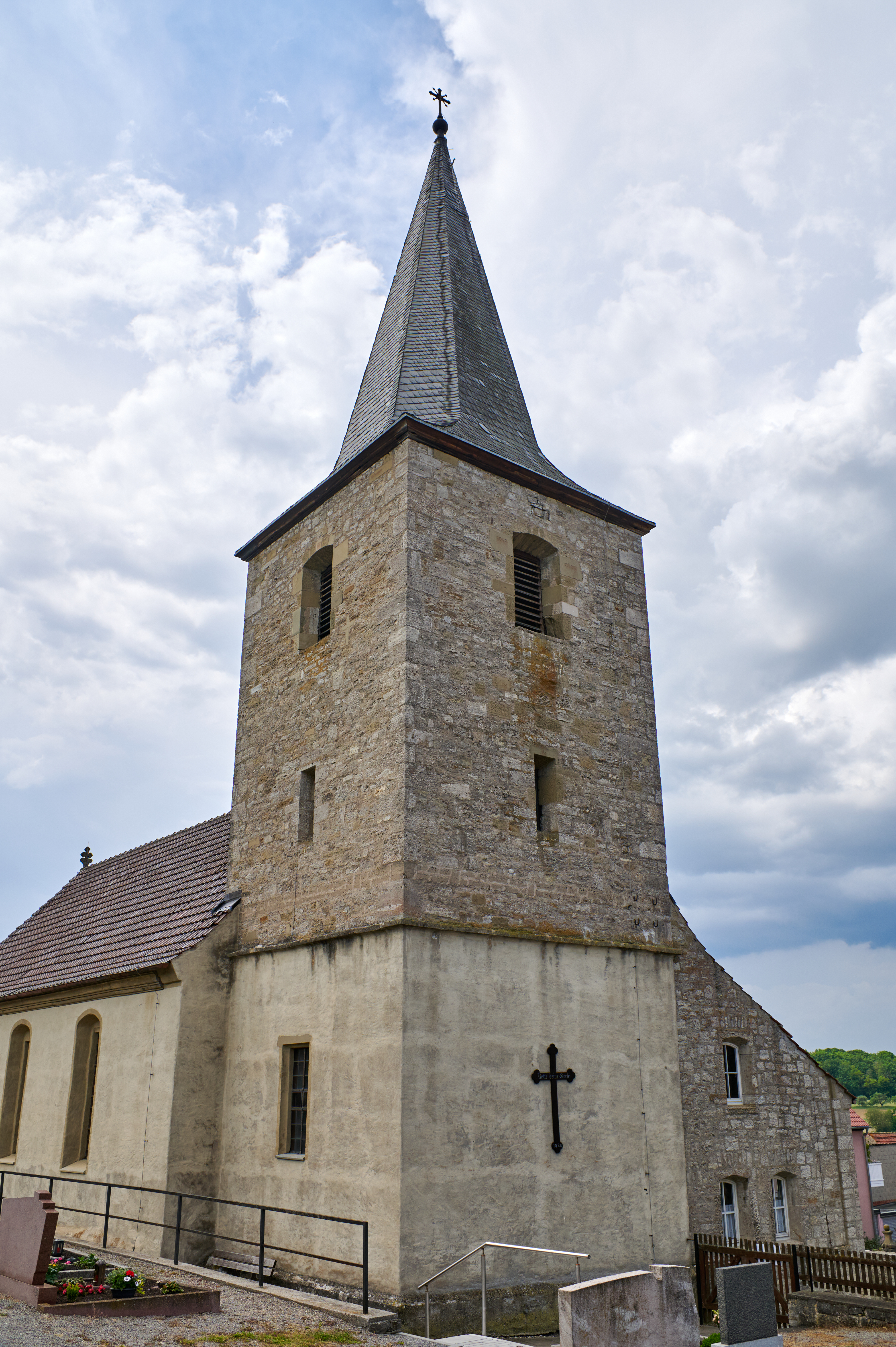
St. Blasius (Zeubelried)

Die römisch-katholische, denkmalgeschützte Filialkirche St. Blasius steht in Zeubelried, einem Gemeindeteil der Kleinstadt Ochsenfurt im Landkreis Würzburg (Unterfranken, Bayern). Die Kirche ist unter der Denkmalnummer D-6-79-170-384 als Baudenkmal in der Bayerischen Denkmalliste eingetragen. Die Pfarrei gehört zur Pfarreiengemeinschaft Emmaus im Dekanat Ochsenfurt des Bistums Würzburg.

## Beschreibung
Der Chorturm der Saalkirche wurde um 1300 gebaut. Das Langhaus im Westen wurde im 18. Jahrhundert verändert. Nach den Zerstörungen im Zweiten Weltkrieg wurde der Wiederaufbau von Hans Schädel geleitet. In einer Nische über dem Eingang steht die Statue des heiligen Blasius. Das wiederaufgebaute Gotteshaus wurde am 20. August 1949 durch Julius Döpfner eingeweiht. 
Im obersten Geschoss des Chorturms befindet sich der Glockenstuhl, in dem vier Kirchenglocken hängen, die 1956/57 von der Glockengießerei Otto hergestellt wurden. Bedeckt ist der Chorturm mit einem achtseitigen, schiefergedeckten Knickhelm. 
Der Hochaltar aus Stuckmarmor stammt aus dem Jahre 1737, die Kanzel von 1755. Die Orgel auf der Empore hat G. F. Steinmeyer & Co. gebaut. 